# Castanopsis gamblei
Castanopsis gamblei är en bokväxtart som beskrevs av Paul Robert Hickel och Aimée Antoinette Camus. Castanopsis gamblei ingår i släktet Castanopsis och familjen bokväxter.
Artens utbredningsområde är Laos. Inga underarter finns listade.